# 下淡水渓鉄橋
下淡水渓鉄橋（かたんすいけい-てっきょう）は、台湾の高屏渓（旧称：下淡水渓）に架かる鉄道橋で、台湾鉄路管理局屏東線の九曲堂駅と六塊厝駅の間にある。高屏旧鉄橋（高屏舊鐵橋）とも呼ばれる。日本統治時代に日本人技師の飯田豊二が設計し建設されたもので、1914年に供用された。

## 建設の背景
1911年初頭、高雄港での軍事物資と人員の輸送増加、屏東平原で生産された砂糖製品の輸送の増加、平原上の豊富な生産物の開拓のため、台湾総督府は鉄橋の建設を開始した。
高屏渓の川幅は広く流れも急であり、建設は難航を極めた。しかし阿猴城（現屏東市）の人口や商業交易規模が拡大し、さらに製糖工場の規模と生産量が相当なものであったことから、総督府は早急な建設を促した。
こうして鉄橋は台湾総督府の日本人技師飯田豊二が策定した工期を3年とする計画の下、1913年末に竣工した。総工費は当時の金額で130万円あまりであった。工事期間中、何度も豪雨や増水に見舞われ、飯田は疲労の蓄積から病に倒れてしまい、鉄橋の完成を目前にした1913年6月10日、台南医院でこの世を去った。友人の小山三郎らによって遺墨が作られ、九曲堂駅横に埋められるとともに、資金を集めて記念碑が建立された。
1913年12月20日、阿猴駅（現屏東駅）と九曲堂駅の間が開通し、翌1914年2月15日には打狗駅（現高雄港駅）までが正式に開通した。当時の台湾総督である佐久間左馬太が出席している。

## 構造
橋梁の全長は1526メートル。単線の200フィート（約63.5メートル）曲弦プラットトラス橋24連が、水面上15.1メートルに架けられた。そのスタイルは、日本に現存する揖斐川橋梁などと同じ、9パネルのピン結合のシュウェドラートラスと呼ばれるものであった。橋台は楕円形で、下部はコンクリート製で水切り部分は花崗岩、長さ7.55メートル、高さ4.5メートルである。上部は煉瓦製で、橋脚によっては水切りの位置に花崗岩が配されている。高さは9.5メートル。
鉄橋の建設に用いられた鋼材は全て日本で造られた後、高雄港や基隆港から鉄道によって運ばれ組み立てられ、多くの人の手によって完成した。当時、アジアで最も長い橋だったことから「東洋一の大鉄橋」と呼ばれた。また、この完成により高雄と屏東の間で第一の陸上交通路となり、台湾南北の貨物輸送における重要な交通の要路となった。
台湾鉄路管理局は1962年の台風で鉄橋が被害を受けたため、1964年に錆びた部分の鋼鉄の交換を行った。その際、もともとの風格や風貌を変えないことを前提として、8パネルのワーレントラス桁を製造した。その部分の上には、台湾鉄路局が造ったことと製造年が刻まれたアルミニウム板がある。

## 現況

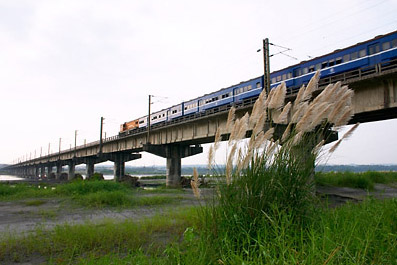
新高屏渓橋（新橋）

1983年、台湾鉄路管理局は安全性を考慮して、電化に対応したセメント製の新高屏渓橋を鉄橋の北側に新設した。1987年に新橋は完成し供用が開始され、鉄橋は1992年に正式に役目を終えた。もともとは撤去される予定であったが、歴史的・文化的価値があることから、高雄県と屏東県の地方名士や文化歴史関係者の努力の下、1997年に国家二級古蹟に認定された。2007年8月現在、二級古蹟に選ばれた唯一の鉄道鉄橋である。また、2001年の台湾十大土木史蹟にも選定されている。
2005年7月の台風5号による増水により、橋脚3本及びトラス桁4径間が被災・流失。2006年6月の暴風雨でも橋脚1本及びトラス桁2径間が被災・流失した。さらに2009年8月の八八水害においても橋脚1本及びトラス桁1径間が被災・流失した。相次ぐ被災によって、高屏渓の流心部に架橋されていたトラス桁はほぼ全てが流失した状態で放置されている。右岸・左岸側に残存している鉄橋上には歩道（舊鐵橋天空步道）が設けられ、歩いて見学することができる。

## アクセス
- 九曲堂駅から徒歩約1.2km（旧鉄橋湿地教育園区）
- 六塊厝駅から徒歩約3.5km（屏東幸福左岸河浜公園）